# Guarapo

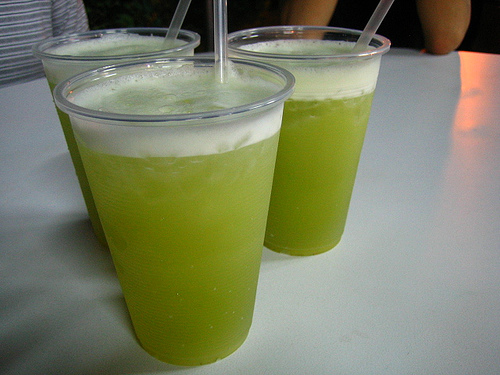
Guarapo

El guarapo es una bebida obtenida del jugo de la caña de azúcar ya sea fermentado o sin fermentar.  En general, se trata del líquido extraído a partir de prensar caña de azúcar, también llamada «cañaduz» en algunas regiones. Se consume como bebida en muchos lugares, especialmente donde la caña se cultiva comercialmente, como el sudeste asiático, el subcontinente indio, el norte de África e Hispanoamérica. El jugo de caña se obtiene triturando la cañaduz pelada en un molino y es uno de los principales precursores del ron. También es el nombre que recibe una bebida de tipo infusión, preparada con frutos secos, savias o caña, que varía según la región.

## Etimología
La palabra «guarapo» se introdujo al español desde el quechua warapu, que a su vez deriva del idioma cha'palaachi o cayapa, hablado por los chachis de Ecuador, cultura indígena que consideraba sagrada dicha bebida.
Pedro José Ramírez Sendoya la define así como «jugo de la caña. Trae las siguientes consideraciones etimológicas. “ Et. Cuamanagoto – Huarapu = Taza, según Wendel.  Ta. Según Henriquez. Ke. Huarapu (López y Tascon). Guarepo = Llaman los guajiros a la cal para mascar coca».

## Historia
La caña fue domesticada por primera vez en Nueva Guinea y las islas al este de la Línea Wallace por los papúes, en donde se encuentra su centro moderno de diversidad. Desde Nueva Guinea se extendió hacia el oeste a Isla del Sudeste Asiático después del contacto con los austronesios, donde hibridó con Saccharum spontaneum . El guarapo original podría ser oriundo de las Canarias o incluso fuese ya conocido en la costa de Málaga y Granada de donde la caña de azúcar llegó hasta Canarias y posiblemente ya fuera conocido por los bereberes del norte de África antes de la expansión del imperio romano, como el dulce llamado bienmesabe que proviene de la almendra y que en el continente americano se reconoce como venezolano, la contaminación cruzada de conocimientos en las Islas Canarias durante la colonización de América como puerto estratégico ha intercambiado términos varios y este caso es uno bastante común.
En el estado mexicano de Tabasco, durante la época de la colonia española en el siglo XVI y con la introducción de la caña de azúcar proveniente del Caribe, los indígenas chontales comenzaron a elaborar la bebida a base de fermentar el jugo de la caña, volviéndose está muy popular entre la población indígena quienes lo utilizaban principalmente en las fiestas y celebraciones.
Como anécdota histórica, se puede relacionar frecuentemente el consumo de guarapo y chicha con los desórdenes sociales de la independencia. La clandestinidad del consumo de chicha y guarapo coincide con el comienzo de la industria cervecera en Colombia a comienzos del siglo XX. Los industriales de la cerveza fueron fuertes promotores de la prohibición de este tipo de bebidas argumentando su falta de higiene y su supuesta toxicidad, hasta el punto que se crearon normas prohibiendo su fabricación y comercialización.

## Variedades

### España
En las Canarias se le denomina guarapo al jugo dulce extraído de la palmera canaria (Phoenix canariensis), con él se elabora tanto la miel de palma como la bebida dulce del mismo nombre, entre otros productos. El Guarapo en las islas es una mezcla de savia bruta y elaborada que mana del palmito de la palmera canaria, muy dulce y con un sabor peculiar, es una bebida refrescante, energética (alta concentración en minerales).  Es común en La Palma y La Gomera.
El término guarapo se refiere también a otros jugos obtenidos de plantas como de la caña de azúcar, en especial en las islas orientales, donde la tradición de extraer miel o guarapo de palma no es tan común.

### Cuba
De esta manera, en Cuba se denomina guarapo, en hogares comúnmente campesinos, a una bebida fermentada o sin fermentar preparada de dos maneras, la primera es la que se obtiene de la miel de caña o de panela.  Se puede preparar fácilmente disolviendo la miel o panela en agua y fermentándola usando un tipo de levadura que en el lenguaje popular se conoce como "cunchos" o "Supias". Esta levadura es frecuentemente compartida entre quienes producen la bebida; La otra manera y la más común es el resultado de moler la caña de azúcar en un trapiche o molino, la cual puede ser consumida fresca o fermentada. De esta última se obtiene aguardiente bebida típica de Cuba.

### México
En el estado de Tabasco, México el guarapo es una bebida muy popular entre la población indígena chontal, y se consume principalmente durante el Día de muertos o los rezos, ya que se acostumbra ponerlo en los altares. Esta bebida es elaborada con jugo de caña fermentada. Existe también el guarapo de maíz el cual es de color blanquecino, y es creada a través de la fermentación del maíz tostado, la panela y el agua.

### Perú
En la región de Amazonas, en el nororiente del país, el guarapo es una bebida tradicional que se obtiene producto de la fermentación del jugo de la caña, obtenido artesanalmente con la ayuda del trapiche, y que es usada ampliamente por los comuneros como un elixir que acompaña desde las faenas agrícolas hasta las festividades populares y religiosas más importantes. En estas últimas, los pobladores comparten ingentes cantidades de guarapo, desde la etapa de los preparativos (composturas, velaciones, vísperas) hasta después del día central de las fiestas. Por último, el guarapo es ofrecido en vasijas de barro como parte del "voto" u ofertorio que se alista para ser entregado al Mayordomo que se encargará de organizar y asegurar la celebración de la festividad el año siguiente. Antiguamente, los pobladores de las comunidades productoras de caña usaban el guarapo, incluso, como medio de intercambio o trueque en los mercados, obteniendo por su entrega los productos de los pobladores de distritos vecinos, como el maíz, frijoles, plátanos, carne y otras especies. Asimismo, en algunos provincias de la región de Ayacucho, en particular en la provincia de Víctor Fajardo, se denomina también guarapo al aguamiel o néctar de la cabuya (como es conocido localmente una especie de agave andino); tanto fresco como fermentado.

### Venezuela
Para los venezolanos, incluso el café expreso mezclado con suficiente agua, o el café colado con mucha agua, lo que lo hace muy claro, es conocido como guarapo, café aguarapado (o apocopado como café aguarapa'o) o guayoyo.  También le llaman guarapo a tés e infusiones a base de plantas y corteza de árboles que tienen poder curativo o relajante, como la menta, la canela, las flores de manzanilla, las semillas de anís, el jengibre, entre otros. Así como también, se le conoce como guarapo a bebidas refrescantes, que son a base de papelón (piloncillo o panela previo a la elaboración del azúcar de caña) y de frutas como el limón y la piña, esta última si se quiere que fermente un poco, se deja a temperatura ambiente. Se sirven frías  y son muy comunes en las calles de las ciudades y pueblos de Venezuela.

### Bolivia
En Cochabamba, Bolivia el guarapo es un producto que resulta de la fermentación parcial del mosto, detenida antes de alcanzar el 5% de alcohol en volumen y con un contenido de azúcar que no exceda de 5% y no baje de 2%, medido con el peso jarabe. El guarapo no puede contener adición de ningún alcohol extra, menos el alcohol de caña, en cuyo caso se trata de un producto adulterado”, esta puede prepararse sobre la base de uva fresca o de pasas. Esta bebida genera mucha confrontación entre los poblados de Sipe Sipe y Capinota sobre su origen. Los dos poblados durante el año tienen sus festividades del guarapo donde se selecciona al mejor guarapo del año.

### Argentina
En Argentina, en la región Noroeste donde se cultiva en grandes cantidades la caña de azúcar (Tucumán, sur de Salta, oeste del Chaco) se consume el guarapo en las festividades de la zafra y del carnaval, entre otras. En la famosa zamba "A Monteros", del Chango Nieto, se lee "..y más dulces que tu guarapo/son las niñas que hay en tu pueblo". Monteros es una de las localidades de la zona cañera de la provincia de Tucumán.
En Colombia el guarapo a menudo se bebe fermentado en vasijas de barro, tras agregarle una clase de levadura conocida "cunchos".

### América Central
El guarapo de caña es conocido particularmente en América Central, específicamente en Panamá, en el Caribe en países como Cuba, Puerto Rico y República Dominicana. Es el jugo extraído directamente de la caña de azúcar durante la molienda luego de la zafra y consumido popularmente a forma de bebida refrescante y energizante durante los meses de verano o estación de sequía.

### India
El guarapo lo venden los vendedores ambulantes en toda la India. Los vendedores ponen la cañaduz en una máquina, que presiona y extrae el jugo de la misma. El guarapo generalmente se sirve con una pizca de jugo de cidrón y/o jengibre. Es una bebida muy popular, especialmente durante los meses de verano como una forma refrescante de alivio del calor..

## Preparación
Para la preparación se utiliza mucho un recipiente de barro cocido semiesférico más o menos de 50 cm de altura llamado "moya", y para consumirlo se usa otro recipiente fabricado a partir de un calabazo conocido como totumo, el recipiente terminado se llama totuma y generalmente es capaz de contener de 1/2 litro hasta 5 litros o más de la bebida.

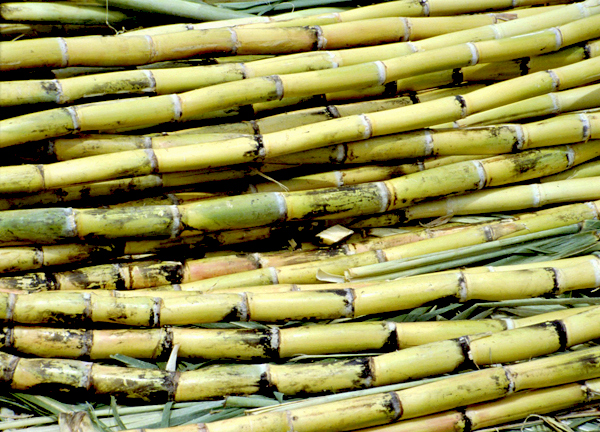
La caña de azúcar es la planta de la cual se extrae el guarapo.

Si no se deja fermentar mucho tiempo se obtiene una bebida refrescante, energética por el contenido de miel y muy deliciosa.
En muchos lugares de Colombia es muy normal ver trapiches de "palo" (madera) con los que trituran caña  para extraer el jugo o guarapo que enfrían y venden como refresco.

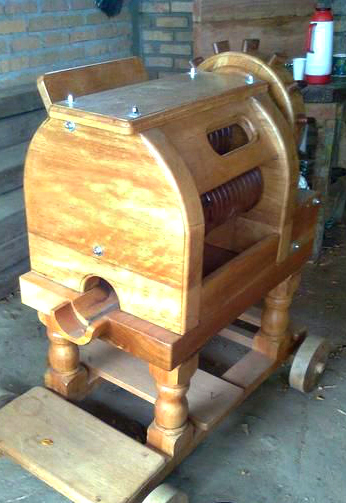
Trapiche hecho de madera, el cual tritura la caña.

Si por el contrario, se continua el proceso de fermentación lo suficiente se puede conseguir un altísimo grado alcohólico, y con la destilación se obtiene un licor similar al aguardiente o ron. Añadiendo mazamorra de maíz y más panela, se puede obtener chicha, luego de dejar fermentar dicha mezcla en un recipiente de barro cocido.
En la isla de La Gomera (Islas Canarias, España), se conoce por guarapo al jugo dulce extraído de la Palmera Canaria, con el que se elabora tanto la Miel de Palma como la bebida dulce del mismo nombre.